# クスカトラン県
クスカトラン県(クスカトランけん、スペイン語：Departamento de Cuscatlán)は、エルサルバドル中部の県。
県都はコフテペーケ。
2016年の人口は26万2963人で、14県中10位。
面積は756.19km2で、14県中最小。
人口密度は347.7人/km2。
かつてエルサルバドル西部に住んでいたクスカトラン人が名前の由来で、クスカトラン語で「貴重な宝石の土地」を表す。
1835年5月22日に建設された時にはスチトトに県都が置かれたが、1861年11月12日にコフテペーケに移った。
果物や煙草、砂糖黍、珈琲が特産品で、コフテペーケではチョリソも有名。

## 人口
- 1992年9月27日：17万8502人
- 2007年6月30日：23万7270人
- 2012年6月30日：25万381人
- 2016年6月30日：26万2963人

## 隣接県
- 北：チャラテナンゴ県
- 東：カバーニャス県
- 南東：サン・ビセンテ県
- 南：ラ・パス県
- 西：サン・サルバドル県

## 主要都市
人口は2016年6月30日の値。
1. コフテペーケ（英語版）：5万7231人(県都)
2. サン・ペドロ・ペルラパン（英語版）：5万2535人
3. スチトト（英語版）：2万3961人(1861年まで県都)
4. サン・ラファエル・セドロス（英語版）：2万1250人
5. エル・カルメン（英語版）：1万5852人
6. サンタ・クルス・ミチャパ（英語版）：1万4887人
7. モンテ・サン・ファン（英語版）：1万1595人
8. カンデラリア（英語版）：1万1174人